# Иван Иљин
Иван Иљин (рус. Ива́н Алекса́ндрович Ильи́н; Москва, 9. април 1883 — Цоликон, 21. децембар 1954) био је руски политички и религиозни мислилац и идеолог Белог покрета.
Његове идеје су знатно обликовале каснију генерацију руских филозофа (Солжењицин, Дугин).

## Биографија
Иван Иљин родио се 28. марта односно 9. априла 1883. у Москви, у тадашњој Руској Империји. Отац му је био адвокат Александар Иљин. Његова мајка, Екатерина Швајкерт је била Немица. Њен отац, деда Ивана Иљина, звао се Јулиус Швајкерт фон Штадион. Иљин је користио дедино име као псеудоним за књигу објављену на немачком. Пошто му је немачки језик био матерњи, Иљин се у младости страствено бавио немачком филозофијом, нарочито Штирнером, Фихтеом, Шлајермахером и Хегелом. Након матурирања 1901. године, Иљин почиње студије на Правном факултету Царског московског универзитета. Предавали су му најеминентнији правни стручњаци оног времена, попут кнеза Јевгенија Трубецкоја и Павла Новгородцева. Иљин приступа научној школи Новгородцева. Платон, Русо, Кант и Хегел су били тежишта Новгородцевљеве школе. Новгородцевљева предавања о историји филозофије знатно су утицала на Иљинову свест. С друге стране, Новгородцев је наглашавао „ретку истрајност и највећу научну веродостојност” младог Иљина. Након завршених студија Иљин 1906. године добија понуду да остане на катедри за правну енциклопедију и историју филозофије права.
Године 1910. Иљин постаје члан Московског психолошког друштва. Исте године објављује свој први већи научни рад , „Појмови права и силе”. Исте године почиње студијско путовање у Немачку ради прикупљања грађе за докторску тему „ Криза рационалистичке филозофије права у Немачкој у 19. веку”. Касније се тема дисертације мења у „Хегелова филозофија као учење о конкретности Бога и човека”.Објављена је 1918. године и толико је високо вреднована да му је истовремено додељен магистарски и докторски степен државних наука. После октобарског државног удара Иљин је одмах постао активан противник бољшевичког режима. Због свог дисидентског ангажмана бива протеран у Немачку. Од 1923. године почиње своју делатност у Руском научном институту у Берлину. У пролеће 1926. Иљин је учествовао на Руском ванотаџбинском конгресу у Паризу на којем је одржао свој говор о „натпартијском монархистичком идеалу” где се експонирао као идеолог Белог покрета. Када су на власт у Немачкој дошли нацисти, Иљин их је посматрао као брану бољшевизму, међутим, убрзо је свој став према национал-социјализму редиговао и изгубио запослење. Почетком 1938. Гестапо је ставио забрану на сва Иљинова дела и његова јавна иступања. Преселио се 1938. у Швајцарску, у Цоликон, предграђе Цириха. Швајцарски период је Иљину био испуњен напорним радом на свођењу научних резултата, што му је омогућило познанство са меценом Шарлотом Барајс. Умро је 1954. године у Цоликону. Постхумно су му објављена дела „О значају правне свести”, „Пут ка очигледности”, итд. Његови остаци су 2005. године ексхумиранани и пренесени у Донски манастир у Москви.

## Одабрана дела
- Hegel's philosophy as a doctrine of the concreteness of God and man (Философия Гегеля как учение о конкретности Бога и человека, 2 vols., 1918; German: Die Philosophie Hegels als kontemplative Gotteslehre, 1946)
- Resistance to Evil By Force (О сопротивлениии злу силою, 1925).
- The Way of Spiritual Revival (1935).
- Foundations of Struggle for the National Russia (1938).
- The Basis of Christian Culture (Основы христианской культуры, 1938).
- About the Future Russia (1948).
- On the Essence of Conscience of Law (О сущности правосознания, 1956).
- The Way to Insight (Путь к очевидности, 1957).
- Axioms of Religious Experience (Аксиомы религиозного опыта, 2 тома, 1953).
- On Monarchy and Republic (О монархии и республики, 1978).